# Amphipoea splendens
Amphipoea splendens là một loài bướm đêm trong họ Noctuidae.